# Шенгезер, Мухаммед
Мухаммед Шенгезер (тур. Muhammed Şengezer; род. 5 января 1997, Османгази, Бурса) — турецкий футболист, вратарь клуба «Истанбул Башакшехир».

## Клубная карьера
Шенгезер — воспитанник клубов «Булса Йолспор» и «Бурсаспор». В 2015 году Мухаммед был внесён в заявку последних на сезон. В том же году игрок на правах аренды выступал за «Йесил Бурса». По окончании аренды Шенгезер вернулся в «Бурсаспор». 25 января 2017 года в поединке Кубка Турции против «Умраниеспора» Мухаммед дебютировал за основной состав. 26 ноября в матче против «Карабюкспора» он дебютировал в турецкой Суперлиге. В 2019 году Шенгезер перешёл в «Истанбул Башакшехир», подписав контракт на 5 лет. В начале 2020 года Мухаммед на правах аренды перешёл в «Адана Демирспор». 20 января в матче против «Балыкесирспора» он дебютировал в Первой лиге Турции. По окончании аренды игрок вернулся в «Истанбул Башакшехир». 26 ноября 2021 года в матче против «Алтая» он дебютировал за основной состав.